# Jackman (음반)
Jackman은 미국의 래퍼 잭 할로의 3번째 정규 음반으로, 제너레이션 나우와 애틀랜틱 레코드를 통해 2023년 4월 28일에 발매되었다. 빌보드 200 8위를 기록했고, BET 힙합 어워드 올해의 힙합 음반 후보에 올랐다.

## 배경
할로는 2023년 4월 26일에 어떠한 암시도 없이 자신의 SNS에 음반의 발매 날짜와 표지를 공개했다. 음반의 제목은 그의 이름에서 따왔다.

## 음악 및 가사
음반은 소울 루프와 붐뱁 프로덕션이 특징적이다. 할로는 가족, 유명세, 힙합에서 자신의 위치에 대한 싸움을 되돌아보고 때때로 사회 전반에 대해 논평한다. "Common Ground"에서는 일부 백인 랩 팬들이 특권을 가진 채 힙합 라이프스타일을 수용하고 전유하는 "문화 관광객"이 된 것을 꼬집는다. "They Don't Love It"에서는 자신이 에미넴 이후 최고의 백인 래퍼라고 자랑한다. "Gang Gang Gang"에서는 "인생에서 가장 좋았던 사람들이 어떻게 가장 나쁜 사람들로 성장했는지"에 대해 이야기한다. "It Can't Be"에서는 그의 피부 색깔이 성공의 유일한 이유라고 생각하는 사람들을 침묵시키고, 대신 그 이유로 지칠 줄 모르는 열정, 디테일에 대한 관심, "좋은 녀석 에너지"를 제시한다. "Blame on Me"에서는 유독한 남성성이 여러 세대에 거쳐 남성의 정신에 미치는 영향을 다룬다. "Questions"에서는 스타덤에 오른 과정을 되돌아보고 유명세와 함께 온 책임을 진다.

## 평가
| 전문가 평가   | 전문가 평가 |
| 총 점수       | 총 점수     |
| 출처          | 점수        |
| ------------- | ----------- |
| 메타크리틱    | 60/100      |
| 평가 점수     |             |
| 출처          | 점수        |
| 올뮤직        | 2.5/별      |
| 클래시        | 8/10        |
| 힙합DX        | 2.3/5       |
| 피치포크      | 6.4/10      |
| 슬랜트 매거진 | 2/별        |

음반은 평론가들에게 상반된 평가를 받았다. 메타크리틱에서는 100점 만점에 평균 60점을 받았다.
몇몇 평론가들은 할로의 서정성과 진정성을 칭찬했다. <핫뉴힙합>의 노아 그랜트는 "그에게 매우 진정성 있는 것을 원했던 사람들은 신작에 대해 매우 기뻐할 것"이라고 추측했다. <클래시>의 로빈 머레이는 음반이 그의 "가장 깊이 있는 최고작"이라고 칭찬했다. <롤링 스톤>의 크리스토퍼 바인가르텐은 음반이 "그가 보여줄 것이 훨씬 더 많다는 것을 증명하는 서정성의 발전"이라고 평했다. <피치포크>의 헤븐 하일레는 음반의 사회적 논평을 위한 창의적인 시도가 종종 성공했다고 분석했다.
반면 몇몇 평론가들은 음반의 낮은 완성도를 지적했다. <슬랜트 매거진>의 폴 아타르드는 할로가 두 가지 모순적인 방식, 즉 표면적이고 진부한 주제를 다루거나 쉽고 겸손한 자랑을 하는 식으로 행동한다고 비판했다. <올뮤직>은 음반의 많은 부분이 불완전해서 순간순간의 진지한 감정이나 심오한 고찰을 제외하고는 음반이 "단순한 배경 음악"처럼 느껴진다고 평했다. <힙합DX>의 니나 에르난데스는 음반이 "지리멸렬하고 지루하게" 들린다고 비판했다.

### 연말 목록
| 출판사   | 목록                       | 순위 | 각주   |
| -------- | -------------------------- | ---- | ------ |
| <빌보드> | 2023년 최고의 랩 음반 20장 | 19   | [ 14 ] |

## 수상 및 후보
| 시상식          | 연도 | 부문             | 결과 | 각주   |
| --------------- | ---- | ---------------- | ---- | ------ |
| BET 힙합 어워드 | 2023 | 올해의 힙합 음반 | 후보 | [ 15 ] |

## 상업적 성과
음반은 빌보드 200 8위로 진입해 할로의 3번째 탑 10 음반이 되었다.

## 곡 목록
전체 작사·작곡: 잭 할로
| #            | 제목                   | 작사·작곡                                                                                       | 프로듀서                                       | 재생 시간 |
| ------------ | ---------------------- | ----------------------------------------------------------------------------------------------- | ---------------------------------------------- | --------- |
| 1.           | 〈Common Ground〉      | 호세 벨라스케스 마이크 워싱턴 Jr. 제이소울 니코 조이 마셜 토냐 켈리 다이옐 리드 에마누엘 오피서 | 베이브트루스 마이크 웨이브스 제이소울 니코     | 1:40      |
| 2.           | 〈They Don't Love It〉 | 카메론 콜 티모시 라이트                                                                         | 할리우드 콜                                    | 1:53      |
| 3.           | 〈Ambitious〉          | 니마 자한빈 파이몬 자한빈 골디 앨리스 샌더슨 키스 에콜스 토니 밀러                              | 월리스 레인 골디                               | 2:52      |
| 4.           | 〈Is That Ight?〉      | 콜 마리오 드라지오                                                                              | 할리우드 콜 마리오 루치아노                    | 1:58      |
| 5.           | 〈Gang Gang Gang〉     | 라샤드 토마스 티모시 게인 레티시아 사디에                                                       | 라샤드 토마스                                  | 2:49      |
| 6.           | 〈Denver〉             | 벨라스케스 아이작 드 보니 더글라스 펜                                                           | 베이브 트루스 FnZ                              | 2:38      |
| 7.           | 〈No Enhancers〉       | 다쿠리 낫시 쿠퍼 맥길                                                                           | DJ 다히 쿠프 더 트루프                         | 1:39      |
| 8.           | 〈It Can't Be〉        | 토마스 빌 위더스                                                                                | 토마스                                         | 2:19      |
| 9.           | 〈Blame on Me〉        | 매튜 사무엘스 벨라스케스 콜 라이언 호켄                                                         | 보이-원다 베이브트루스 할리우드 콜 그레이 호켄 | 4:01      |
| 10.          | 〈Questions〉          | 샤이                                                                                            | 샤이                                           | 2:14      |
| 총 재생 시간 | 총 재생 시간           | 총 재생 시간                                                                                    | 총 재생 시간                                   | 24:03     |

## 차트
| 차트 (2023)                      | 최고 순위 |
| -------------------------------- | --------- |
| 오스트레일리아 앨범 (ARIA)       | 11        |
| 벨기에 앨범 (울트라탑 플랑드르)  | 28        |
| 캐나다 앨범 (빌보드)             | 9         |
| 네덜란드 앨범 (메하하르츠)       | 12        |
| 아일랜드 앨범 (OCC)              | 20        |
| 뉴질랜드 앨범 (레코디드 뮤직 NZ) | 8         |
| 노르웨이 앨범 (VG-리스타)        | 23        |
| 영국 앨범 (OCC)                  | 32        |
| 미국 빌보드 200                  | 8         |
| 미국 탑 R&B/힙합 앨범 (빌보드)   | 2         |

| 차트 (2023)                    | 순위 |
| ------------------------------ | ---- |
| 미국 탑 R&B/힙합 앨범 (빌보드) | 100  |